# Јован Богослов (сликар)
Јован Богослов (XIV век) био је српски сликар и преписивач.
Јован је исписао 1346. у Борчи један псалтир са тумачењем, који се сада налази у Румунској академији наука у Букурешту. Овај рукопис је украшен двема архитектонским заставицама и декоративним иницијалима.